# Panacea bleuzeni
Espèce
Panacea bleuzeni est une espèce de lépidoptères (papillons) de la famille des Nymphalidae, de la sous-famille des Biblidinae et du genre Panacea.

## Dénomination
Panacea bleuzeni a été décrite par Jacques Plantrou (d) et Stéphane Attal (d) en 1986 et dédié à Patrick Bleuzen, cinéaste et entomologiste français né en 1959. 
Synonymes : Panacea bella D'Abrera, 1987 ; Panacea procilla bleuzeni.

## Description
Panacea bleuzeni est un papillon d'une envergure d'environ 50 mm aux ailes antérieures à bord externe concave. Le dessus est de couleur bleu variant du turquoise à l'outremer ornementé de bleu marine presque noir. Aux ailes antérieures l'apex est bleu marine séparé par une bande blanche du reste de l'aile bleue ornée de zigzag bleu marine. Les ailes postérieures sont de couleur bleue avec une aire postdiscale limitée par deux lignes bleu marine ondulées dont chaque ondulation est centrée d'un gros point.

## Biologie

### Plantes hôtes
Les plantes hôtes de ses chenilles sont des Caryodendron (Euphorbiaceae).

## Écologie et distribution
Panacea bleuzeni n'est présent qu'en Guyane.

### Biotope
Panacea bleuzeni se rencontre en Guyane dans la forêt.

### Protection
Pas de statut de protection particulier.